# Neve Campbellová
Neve Campbellová (celým jménem Neve Adrianne Campbell) (* 3. října 1973 Guelph, Kanada) je kanadská herečka, producentka a scenáristka. Narodila se Gerrymu a Marnie Campbellovým, otec pocházel ze Skotska, matka z Nizozemska. Po dvou letech se její rodiče rozvedli a Neve se s otcem přestěhovala do Toronta. Má bratra Christiana a nevlastní bratry Alexe Campbella a Damiana McDonalda.
V devíti letech získala místo v celostátní Kanadské baletní škole díky svému tanečnímu talentu. Později se ale zaměřila na herectví kvůli častým zraněním. Poprvé se objevila v seriálu Catwalk v roce 1992, později v seriálu Party of Five a v roce 1996 byla obsazena do známé role Sidney Prescottové do hororové série Vřískot.
Poprvé se vdala v roce 1995 za Jeffa Colta, ale toto manželství se jim nevydařilo. Ani tak druhé s Johnem Lightem, které započalo v roce 2007. Nyní je jejím přítelem J. J. Feild, za kterého se zatím nevdala. V roce 2012 se jim narodilo dítě, jehož narození se Neve na pár týdnů podařilo utajit. V červnu 2018 oznámila prostřednictvím svého profilu na Instagramu adopci chlapečka, kterému dali jméno Raynor.

## Vybraná filmografie

### Film
| Rok  | Název                      | Role                   | Poznámky                       |
| ---- | -------------------------- | ---------------------- | ------------------------------ |
| 1993 | Bestie                     | strážník Jesse Donovan |                                |
| 1994 | Paint Cans                 | Tristesse              |                                |
| 1994 | The Passion of John Ruskin | Effie Gray             | krátkometrážní film            |
| 1996 | Love Child                 | Deidre                 |                                |
| 1996 | Čarodějky                  | Bonnie Harper          |                                |
| 1996 | Vřískot                    | Sidney Prescott        |                                |
| 1997 | Vřískot 2                  | Sidney Prescott        |                                |
| 1998 | Nebezpečné hry             | Suzie Marie Toller     |                                |
| 1998 | Klub 54                    | Julie Black            |                                |
| 1998 | Příliš jednoduché          | Renée Weber            |                                |
| 1998 | Lví král 2: Simbův příběh  | Kiara (hlas)           |                                |
| 1999 | Tři do Tanga               | Amy Post               |                                |
| 2000 | 460 podezřelých            | Ellen Rash             |                                |
| 2000 | Panika                     | Sarah Cassidy          |                                |
| 2000 | Vřískot 3                  | Sidney Prescott        |                                |
| 2002 | Tajemství sexu             | Alice                  |                                |
| 2003 | Ztráta souvislostí         | Missy Lofton           |                                |
| 2003 | Company                    | Loretta „Ry“ Ryan      | také scenáristka a producentka |
| 2003 | Spiknutí                   | Chloe Richards         |                                |
| 2004 | Milenka                    | Vera Barrie            |                                |
| 2004 | Fešák Churchill            | Princezna Elizabeth    |                                |
| 2006 | Našli mě naši              | Ellen Minola           |                                |
| 2007 | Hranice                    | Margaret Stilwell      |                                |
| 2007 | I Really Hate My Job       | Abi                    |                                |
| 2007 | Tajemství prstenu          | Marie                  |                                |
| 2008 | Agent Crush                | Cassie (hlas)          |                                |
| 2011 | Vřískot 4                  | Sidney Prescott        |                                |
| 2011 | The Glass Man              | Julie Pyrite           |                                |
| 2015 | Walter                     | Allie                  |                                |
| 2018 | Mrakodrap                  | Sarah Sawyer           |                                |
| 2018 | Prázdné řeči               | Valerie Gannon         |                                |
| 2019 | Castle in the Ground       |                        |                                |
| 2020 | Clouds                     |                        |                                |
| 2021 | Sam's Story                |                        |                                |
| 2022 | Vřískot                    | Sidney Prescott        |                                |

### Televize
| Rok       | Název                             | Role                  | Poznámky                              |
| --------- | --------------------------------- | --------------------- | ------------------------------------- |
| 1991      | My Secret Identity                | studnekta             | nekreditovaná role, díl: Pirate Radio |
| 1992      | The Kids in the Hall              | Laura Capelli         | díl: 3.13                             |
| 1992      | Kapela Catwalk                    | Daisy McKenzie        | 4 díly                                |
| 1994      | Nebezpečné manželství             | Beth                  | TV film                               |
| 1994      | Detektiv Janek: Utajené vzpomínky | Jess Foy              | TV film                               |
| 1994      | Bojíte se tmy?                    | Nonnie Walker         | díl: Tale of the Dangerous Soup       |
| 1994      | Kung Fu: The Legend Continues     | Trish Collins         | díl: Kundela                          |
| 1994      | Vražedná paměť                    | Nepeese               | díl: Bari                             |
| 1994–2000 | Správná pětka                     | Julia Salinger        | 142 dílů                              |
| 1995      | MADtv                             | Julia Salinger        | díl 1.6                               |
| 1996      | Strašidlo cantervileské           | Virginia „Ginny“ Otis | Televizní film                        |
| 1997      | Saturday Night Live               | Host                  | díl: Neve Campbell/David Bowie        |
| 2002      | Poslední volání                   | Frances Kroll         | Televizní film                        |
| 2005      | Tráva                             | Miss Poppy            | Televizní film                        |
| 2007      | Médium                            | Debra                 | 3 díly                                |
| 2008      | Burn Up                           | Holly                 | 2 díly                                |
| 2009      | The Philanthropist                | Olivia Maidstone      | 8 dílů                                |
| 2009      | Mořský vlk                        | Maud Brewster         | mini-série                            |
| 2009      | Simpsonovi                        | Cassandra (hlas)      | díl: Čarodějky ze Springfieldu        |
| 2012      | Titanic – krev a ocel             | Joanna                | 6 dílů                                |
| 2012      | Chirurgové                        | Dr. Lizzie Shepherd   | 2 díly                                |
| 2013      | Slib mlčení                       | Kate Burkholder       | TV film                               |
| 2014      | Manhattan                         | Lee Cabot             | díl: Time Zones                       |
| 2015      | Vítejte ve Švédsku                | Diane                 | vedlejší role, 4 díly                 |
| 2015      | Šílenci z Manhattanu              | Kitty Oppenheimer     | 2 díly                                |
| 2016–2017 | Dům z karet                       | LeAnn Harvey          | hlavní role (4. řada)                 |
| 2022      | Lincoln Lawyer                    | Margaret McPherson    | hlavní role                           |